# مالکیت

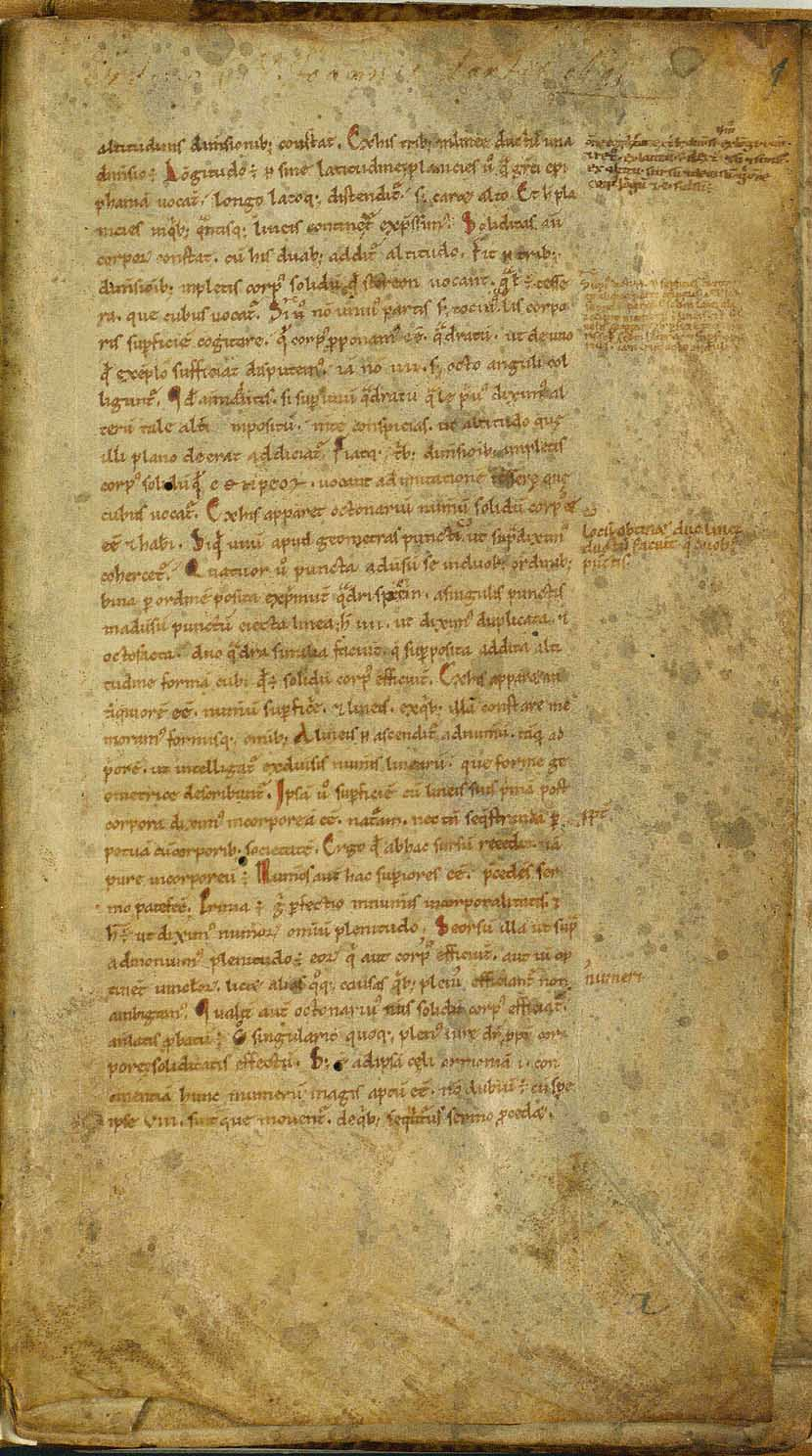
مالکیت

مالکیت (به انگلیسی: Ownership) حالت یا واقعیت حق‌های انحصاری و کنترل بر دارایی یا مال است، که ممکن است هر دارایی‌ای باشد شامل یک شی، زمین، املاک و مستغلات، مالکیت فکری، و حتی حیوانات.
تعاریف زیادی نیز برای مالکیّت در متون فقهی و غیر فقهی آمده‌است که با توجه به آن‌ها می‌توان چنین گفت: مالکیت رابطه ای است که بین شخص و اشیاء مادی تصور شده و قانون آن را معتبر شناخته و به مالک حق می‌دهد که انتفاعات ممکنه را از آن ببرد و کسی نتواند از عمل او جلوگیری کند.
در فقه اسلامی در رابطه با مالکیت می‌خوانیم: «مالکیت رابطه‌ای است اعتباری بین مال از یک طرف و بین شخص (حقیقی یا حقوقی) از طرف دیگر؛ که بر اساس آن مالک می‌تواند هر تصرف معقولی را که مایل باشد در مالش انجام دهد». سید محمد کاظم یزدی در تعریف مالکیت می‌گوید: «حقیقت مالکیت فقط یک اعتبار عقلایی است. عقلا چیزی را که در دست کسی قرار دارد (و متعلق به اوست) علقه و رابطه‌ای بین او و چیزی که در اختیار وی می‌باشد اعتبار می‌کنند که این رابطه، منشأ تسلط وی بر آن چیز می‌باشد یا اینکه آنچه را که اعتبار می‌کنند عبارت است از همان تسلط». در کتاب البیع نیز آمده‌است: «مالکیّت، اعتباری عقلایی است که یکی از احکام آن عبارت است از قدرت بر تغییر و تحوّل آن مال».

## نکات اشتراک انواع تعریف مالکیت
نیز عده‌ای گفته‌اند که منشأ مالکیت در طول تاریخ زور بوده‌است، یعنی عده‌ای با زور و غلبه این رابطه را برای خود به وجود آورده‌اند. چنین تحلیل و استدلالی به‌طور غیر مستقیم مؤید ادعاهای پیشین است؛ زیرا مگر نه این که می‌گویند عده‌ای زور گفته و مال دیگران را گرفته‌اند، یعنی دیگرانی بوده‌اند و مشروعاً اموالی به آنان اختصاص داشته و در حیطهٔ تصرف آنان بوده و زورگویان آن‌ها را غصب کرده‌اند.

### اعتباری بودن مالکیت
رابطه‌ای که بین مالک و مال وجود دارد یک رابطهٔ اعتباری است. توضیح این که: پاره‌ای از مفاهیمی که با آن‌ها سر و کار داریم دارای واقعیت خارجی هستند مانند تسلط انسان بر خودش. انسان همین‌طور که هر وقت بخواهد دست و پایش را حرکت می‌دهد، با زبانش سخن می‌گوید، چشم خود را باز می‌کند یا می‌بندد و بالاخره بر اعضا و جوارح خویش سلطه دارد. چنان‌که بر ذهن خودش تا حدودی حاکم است. پس تسلط انسان بر اعضا، جوارح و ذهنیات یک واقعیت است و چیزی نیست که در روابط اجتماعی، آن را وضع کرده باشند.
اما پاره‌ای از مفاهیم تنها ساختهٔ ذهن و مولود قراردادهای ااجتماعی است و صرف نظر از آن، هیچ گونه وجود فیزیکی و خارجی ندارد. قوانین و مقررات، بایدها و نبایدها و مفهوم مالکیت و حقوق از همین قبیل می‌باشد.
بنابر این اینکه می‌گوییم مالکیت رابطه‌ای است بین مال و مالک که بر اساس آن مالک می‌تواند هرگونه بهره‌برداری معقولی را که مایل باشد از مال خویش بنماید، این رابطه یک قرارداد است که جامعه آن را پذیرفته‌است. از شواهدی که نشان می‌دهد رابطهٔ مذکور (مالکیت) واقعیت خارجی ندارد این است که: با داد و ستد و یک سلسله تشریفات کتبی و لفظی و چند برگ کاغذ، می‌آید و با تشریفات دیگر از بین می‌رود

### اعتبار بر اساس واقعیت‌ها
اینکه گفته می‌شود مالکیت یا قوانین و مقررات، امور اعتباری هستند منظور این نیست که اینها پوچ و بیهوده می‌باشند بلکه برعکس، بسیاری از امور اعتباری از اساسی‌ترین ارکان جامعه است که ریشه در فطرت انسان و واقعیت‌های جامعه و احتیاجات جمعی دارد.
توضیح آنکه: انسان موجودی است اجتماعی که می‌بایست در کنار دیگران زندگی کند ولی حس خودخواهی و خوددوستی، هر فردی را وامی‌دارد که از هر کس و هر چیز در مسیر منافع خود بهره‌گیری نموده و حقوق دیگران را پایمال کند. با توجه به همگانی بودن این حالت انسان‌ها به‌طور طبیعی بر اساس ارتکاز به اینجا کشیده می‌شوند که در بین خود قراردادهایی را پذیرفته و همه به آن‌ها احترام گذارند تا بتوانند به زندگی جمعی ادامه دهند.
بنابراین، قراردادها، اگرچه اعتباری و جعلی است اما بشر آن‌ها را بر اساس واقعیت‌های زندگی پذیرفته‌است و لذا از ارکان جامعه قلمداد می‌شود و زندگی اجتماعی بدون این امور اعتباری ممکن نیست.
مالکیت از همین قراردادهای اساسی است که زندگی جمعی سرچشمهٔ جعل و وضع آن بوده‌است؛ زیرا در یک نمونهٔ ساده، انسانی که با صرف نیرو، هیزم‌هایی را از بیابان جمع‌آوری می‌نماید یا با کار مداوم خود، قطعه زمینی را آباد می‌کند یا کلبه‌ای برای خویش می‌سازد، جامعه این واقعیت را دریافته‌است که: همان‌طور که بین این شخص و زمین آباد شده یا او و هیزم‌ها، یک رابطهٔ تکوینی پدید آمده، می‌بایست از نظر اجتماعی نیز برای او و هیزم‌هایی که جمع شده یا زمینی که احیا گردیده، ارتباط خاصی اعتبار گردد تا بتواند محصول کارش را صرف نیازهای خود نماید یا به دیگران ببخشد و… و از تصرف و تصاحب دیگران جلوگیری به عمل آورد. در غیر این صورت اگر هر کس قادر باشد دست روی محصول کار وی گذاشته و تصاحب نماید، این جریان عمومی خواهد بود و زندگی اجتماعی و همکاری از اساس، واژگون می‌گردد.
این است که گفته می‌شود مالکیت و سایر مقررات در عین حال که اعتباری است ولی بر اساس واقعیت‌ها، اعتبار و وضع می‌گردد.

### اعتبار مردم و امضای مکتب
با توجه به این که در شریعت اسلام تنها قراردادهایی دارای ارزش است که بر اساس دین و احکام الهی استوار باشد و مقرراتی که در روابط اجتماعی به‌طور ارتکازی و فطری به وجود آمده و مردم به آن پایبند هستند - با این قید که مکتب آن‌ها را امضا کرده باشد - از ارزش برخوردار می‌باشد.
اصل مالکیت و بسیاری از مقررات در رابطه با مبادلات و قراردادهای اقتصادی از همین امور می‌باشند که در روابط اجتماعی وجود داشته و شارع با ضوابطی آن را امضا کرده‌است؛ و با توجه به این جهت می‌توان این مقررات را به عنوان احکام الهی قلمداد کرد.
البته روشن است که امضای شارع و امضا نکردن آن نیز بر اساس این است که این قراردادها با مصالح خارجی انسان هماهنگی داشته باشد یا نه. ممکن است با لحاظ واقعیت‌ها و رعایت مصالح برخی از امور را رد کرده یا با محدودیت‌هایی بپذیرد.

## انواع مالکیت
در تعریف مالکیّت گفته شد که: رابطه‌ای است خاص بین مال و شخص. این تعبیر خود نشان دهندهٔ تقسیم مالکیت به خصوصی و عمومی می‌باشد.

### مالکیت خصوصی
مالکیت خصوصی عبارت است از اینکه مال مرتبط با شخص یا اشخاص معیّنی باشد؛ بنابراین مالکیت خصوصی خود چند نوع است:
1. «مالکیت فردی»: مالکیت فردی آن است که: یک نفر مالک چیزی باشد و در آن شریکی نداشته باشد.
2. «مالکیت گروهی»: منظور از مالکیت گروهی این است که: مال به‌طور مشترک به افراد و جمع معینی مربوط شود مثل اینکه: گروه خاصی با هم اقدام به یک فعالیت صنعتی و کشاورزی می‌نمایند، نتیجه و محصول آن نیز به مالکیت مشترک و گروه درمی‌آید؛ و از آنجا که این گروه افراد معینی هستند این نوع نیز شکلی از مالکیت خصوصی به‌شمار می‌آید.
3. «مالکیت مفروز و مشاع»: همین که مالکیت خصوصی، گاهی فردی و گاهی جمعی است، این موضوع سبب می‌شود که مالکیت به مفروز و مشاع نیز تقسیم گردد؛ وقتی یک نفر مالک تمام شیء (خانه و …) باشد مالکیت او را «مفروز» گویند و این در مقابل مالکیت مشاع است که افراد با هم سهیم و شریک هستند و خود به خود سهم افراد درهم است. این شرکت سبب می‌شود مالکیت را «مشاع» گویند. البته شرکت در یک مال، گاهی به صورت شرکت «مشاع» است و گاهی «کلّی فی المعین» که این دو از نظر حقوقی متفاوت است. برخی از تفاوت‌ها در بحث خمس تحت عنوان «شرکت جامعه در عین اموال» از بحث «مشاع» تفاوت می‌کند.

### مالکیت عمومی
مالکیت عمومی عبارت است از اینکه: مال و ثروت مرتبط به عموم باشد نه شخص و اشخاص. در این قسم نیز عناصری که در تعریف مالکیت بیان شد وجود دارد. از یک طرف مال است و از طرف دیگر مالک، و پیوند و ارتباط خاصی بین این دو وجود دارد. لیکن کسی که مال به او مرتبط می‌شود فرد یا افراد خاصی نیستند. این نوع مالکیت خود، دارای شکل‌های مختلفی است:
1. مالکیت امام یا دولت اسلامی
2. مالکیت عموم مردم
3. مالکیت عناوین عامهٔ دیگر. مانند مالکیت فقرا نسبت به زکات یا مالکیت دانشگاه نسبت به اموال مربوط به خود.

نکتهٔ مهمی که اینجا باید به آن توجه داشت این است که: آنچه در مباحث فقهی اقتصاد بیشتر تحت عنوان مالکیت عمومی، مورد نظر است این است که: یک سلسلهٔ ثروت‌ها و اموال، تعلق به افراد و اشخاص ندارد بلکه به نوعی مربوط به عموم و در جهت عامه باید قرار گیرد وگرنه از نظر فقهی اطلاق عنوان مالکیت به اکثر بلکه به همهٔ موارد آن خالی از اشکال و نقد یا مسامحه نیست.
توضیح آنکه: ممکن است گفته شود (چنان‌که برخی از محققین مدعی شده‌اند) آنچه به عنوان مالکیت عموم قلمداد می‌شود مثل زمین‌های «مفتوحة عنوة» که حتی امام (دولت اسلامی) هم نمی‌تواند آن‌ها را بفروشد یا به کسی واگذار کند، این اموال در واقع ملک کسی نیست بلکه عموم مردم یا مسلمانان، جهت و مورد مصرف هستند.
چنان‌که همین مطلب در مورد مالکیت عناوینی مثل دانشگاه یا فقرا نسبت به اموال مربوط گفته شده‌است که: فقرا از نظر حقوقی مالک زکات نیستند بلکه جهت و مورد مصرف هستند، دانشگاه و مسجد نیز نسبت به اموال مربوطه همین‌طور می‌باشند. در مورد مالکیت امام نیز مبانی مختلفی وجود دارد.
ضمناً در بعضی از کتاب‌ها مباحات عامه مثل آب دریا، گیاهان و … نوعی از مالکیت عمومی قلمداد شده‌است. در صورتی که اصولاً مباحات عامه، ملک کسی نیست بلکه همه مجاز به استفاده از آن هستند.
بنابراین همان‌طور که اشاره شد باید گفت: آنچه بیشتر از این عنوان مورد نظر بوده این است که ثروت‌های طبیعی، جهت عمومی داشته و همهٔ مردم می‌توانند از آن بهره‌مند شوند.